# Mummenhoffia
Mummenhoffia — рід квіткових рослин родини капустяних. Містить два види, які ростуть у Європі й Туреччині (вид Mummenhoffia alliacea) та у Східній Африці (вид Mummenhoffia oliver).
Рід описано Шокоу Есмаїлбегі та Іхсаном Алі Аль-Шехбазом
Назва роду — на честь Клауса Мумменгофа (нар. 1956), німецького ботаніка, фахівця з Brassicaceae і професора Оснабрюкського університету.